# Sabellaria isumiensis
Sabellaria isumiensis är en ringmaskart som beskrevs av Nishi, Bailey-Brock, Dos Santos, Tachikawa och Kupriyanova 20. Sabellaria isumiensis ingår i släktet Sabellaria och familjen Sabellariidae. Inga underarter finns listade i Catalogue of Life.